# Grand Prairie
Grand Prairie este un oraș în comitatul Dallas, Tarrant și Ellis, statul Texas din Statele Unite ale Americii. Este parte a regiunii Mid-Cities din aglomerația urbană Dallas-Fort Worth. Are o populație de 175.396 locuitori, potrivit recensământului din anul 2010, ceea ce îl face al 15-lea cel mai populat oraș din stat.

## Istorie
Orașul Grand Prairie a fost fondat drept Dechman în anul 1863, de către Alexander McRae Dechman. Înainte, acesta locuia în comitatul Young, lângă Fort Belknap. Recensământul federal al scavilor din anul 1860 îl menționează pe Alexander McRae Dechman ca având 4 sclavi, în vârstă de 50, 25, 37, respectiv 10 ani. Dechman a aflat că își poate tranzacționa boii și căruțele pentru pământ în comitatul Dallas. În 1863, Dechman a cumpărat 239,5 acrii (96,9 ha) de teren pe partea estică a râului Trinity și 100 de acrii (40 ha) de pădure pe partea vestică a râului în schimbul unei căruțe dărâmate, a unei perechi de boi și a 200 $ în numerar al Confederației. Dechman a încercat să își întemeieze un cămin pe proprietate, dar a intrat în dificultate, așa că s-a întors la familia sa în Birdville înainte să plece să lupte în Războiul Civil. După război, el s-a întors pentru o perioadă de doi ani în Birdville, înainte să vândă ferma în 1867 și s-a mutat în Huston, unde a izbucnit febra galbenă, ceea ce a forțat familia să se stabilească în Bryan. În 1867, Dechman a vândut jumătate din proprietatea sa din prerie către T&P Railroad pentru a se asigura că linia de cale ferată va trece prin oraș. Compania de cale ferată a denumit gara ”Dechman”, determinându-l pe Dechman să se mute din Bryan în Dechman. Fiul său, Alexander trăia în Dechman și avea un centru comercial local și o fermă.          
Prima biserică din zonă a fost Good Hope Cumberland Sabbath School, înființată în anul 1870 de către reverendul Andrew Hayter. Mai târziu, biserica a fost redenumită West Fork United Presbyterian Church, rămânând o biserică în funcțiune.
Primul oficiu poștal din Statele Unite s-a deschis în anul 1877 sub numele de "Deckman" în loc de "Dechman" întrucât Serviciul poștal din Statele Unite nu a putut citi scrisul de pe formularul completat în vederea deschiderii oficiului poștal. Mai târziu, în cursul aceluiași an, după ce Serviciul poștal a ales denumirea de "Deckman", confuzia a rezultat de la denumirea "Grand Prairie" dată de T&P Railroad. Această denumire s-a bazat pe niște hărți desenate între anii 1850-1858 care etichetau aria cuprinsă între Dallas și Fort Worth drept "marea prerie a Texasului". În scopul de a atenua confuzia creată, Serviciul poștal a numit oficiul poștal "Grand Prairie".         
În cele din urmă, Grand Prairie a devenit oraș în anul 1909. În timpul primului război mondial și ulterior, Grand Prairie a avut o istorie lungă în industria apărării și aviației. În timp ce astăzi, instalația de producție de pe Jefferson Avenue face parte dintr-o mică fâșie de teren așezată în limitele orașului Dallas, inițial ea se afla în Grand Prairie. În timpul celui de-al doilea război mondial, instalația de producție B a aviației nord americane producea modelele Consolidated B-24 Liberator, P-51C și K Mustang. După război, Vought Aircraft a preluat fabrica. Mai târziu aceasta a devenit Ling Temco Vought (LTV) pentru ca mai apoi să revină la denumirea de Vought. Fabrica era locul unde au fost produse avioanele F-8 Crusader și the A-7 Corsair II în perioada 1950-1989. Divizia LTV pentru rachete și vehicule spațiale a produs rachetele Scout (un acronim pentru Solid Controlled Orbital Utility Test system) și MLRS (Multiple Launch Rocket System). Divizia a fost în cele din urmă vândută către Lockheed Martin, care a continuat să funcționeze în Grand Prairie. Grand Prairie era de asemenea sediul general pentru Aérospatiale Helicopter. Această companie a devenit în cele din urmă Airbus Helicopters, Inc., filiala din Statele Unite ale Americii a Airbus Helicopters.   
În anul 1953, primarul și consiliul orășenesc din Grand Prairie a intenționat să anexeze aproape 70 de mile pătrate (180 km pătrați) dintr-un teren neîncorporat și nedezvoltat la acea vreme din partea sudică a ținuturilor Dallas și Tarrant. După o dezbatere aprinsă și presiuni oficiale din partea unor orașe precum Arlington, Duncanville și Irving, încercarea de anexare a fost dusă la bun sfârșit.  

## Geografie
Grand Prairie este localizat de-a lungul graniței dintre comitatele Tarrant și Dallas, cu o mică porțiune extinzându-se către sud în interiorul comitatului Ellis. Orașul se învecinează cu Dallas la est, cu Cedar Hill și Midlothian la sud-est, cu Mansfield la sud-vest, cu Arlington la vest, cu Fort Worth la nord-vest și cu Irving  la nord.
Potrivit Biroului de Recensământ din Statele Unite ale Americii, orașul are o suprafață totală de 81.1 mile pătrate (210.0 km pătrați), din care 72.1 mile pătrate (186.8 km pătrați) reprezintă teren și 9.0 mile pătrate (23.3 km pătrați) sau 11.08% reprezintă apă. 
Brațul de vest al râului Trinity și un afluent major, Johnson Creek, curg prin Grand Prairie.
Grand Prairie are o lungă istorie în privința inundațiilor din cauza afluentului Johnson Creek. În anii '80, a debutat un proiect ingineresc al unui corp de armată specializat, în vederea îndreptării canalului afluentului, ceea ce a redus riscul de inundații.

## Legături externe
- City of Grand Prairie official website